# Double or Nothing (2023)
Double or Nothing (2023) – gala wrestlingu wyprodukowana przez federację i dla zawodników All Elite Wrestling (AEW). Odbyła się 28 maja 2023 w T-Mobile Arena w Paradise w stanie Nevada. Emisja była przeprowadzana na żywo przez serwis strumieniowy B/R Live w Ameryce Północnej i za pośrednictwem FITE TV na całym świecie oraz w systemie pay-per-view. Była to piąta gala w chronologii cyklu Double or Nothing.
Double or Nothing odbyło się tego samego dnia co NXT Battleground, gala transmitowana na żywo wyprodukowana przez WWE dla jego terytorium rozwojowego, NXT. To pierwszy raz od 1989 roku, kiedy dwie duże federacje zorganizowały gale tego samego dnia o tej samej godzinie, po WrestleMania V od WWE i Clash of the Champions VI od World Championship Wrestling.
Na gali odbyło się jedenaście walk, w tym jedna podczas pre-show The Buy In. W walce wieczoru, Blackpool Combat Club (Bryan Danielson, Jon Moxley, Claudio Castagnoli i Wheeler Yuta) pokonali The Elite (Kenny’ego Omegę, Matta Jacksona, Nicka Jacksona i "Hangman" Adama Page’a) w Anarchy in the Arena matchu. W innych ważnych walkach, MJF pokonał Sammy’ego Guevarę, "Jungle Boy" Jacka Perry’ego i Darby’ego Allina w Four-way matchu broniąc AEW World Championship, Wardlow pokonał Christiana Cage’a w Ladder matchu broniąc AEW TNT Championship oraz w walce otwierającej galę, Orange Cassidy wygrał 21-osobowy Blackjack Battle Royal broniąc AEW International Championship.

## Produkcja i rywalizacje
Double or Nothing oferowało walki profesjonalnego wrestlingu z udziałem wrestlerów należących do federacji All Elite Wrestling. Oskryptowane rywalizacje (storyline’y) kreowane są podczas cotygodniowych gal Dynamite oraz Rampage. Wrestlerzy są przedstawieni jako heele (negatywni, źli zawodnicy i najczęściej wrogowie publiki) i face’owie (pozytywni, dobrzy i najczęściej ulubieńcy publiki), którzy rywalizują pomiędzy sobą w seriach walk mających budować napięcie. Kulminacją rywalizacji jest walka wrestlerska lub ich seria.

### MJF vs. Sammy Guevara vs. "Jungle Boy" Jack Perry vs. Darby Allin
19 kwietnia na odcinku Dynamite ogłoszono, że odbędzie się turniej Four Pillars, w którym zwycięzca zmierzy się z MJF-em o mistrzostwo świata AEW na Double or Nothing. Uczestnicy turnieju zostali ujawnieni jako Sammy Guevara, "Jungle Boy" Jack Perry i Darby Allin – ta trójka plus MJF od dawna uważana była za „cztery filary” AEW. Guevara pokonał Perry’ego poprzez wyliczanie pozaringowe z pomocą MJF-a w walce półfinałowej, podczas gdy Allin odrazu znalazł się w finale. W następnym tygodniu w finale, Guevara ponownie wygrał z pomocą MJF-a, tym razem pokonując Darby’ego przez dyskwalifikację, jednak Tony Khan stwierdził, że pojedynek pomiędzy MJF i Guevarą na Double or Nothing odbyłby się tylko wtedy, gdyby mogli pokonać Perry’ego i Darby’ego w tag team matchu; gdyby Perry i Allin wygrali, walka o mistrzostwo świata na Double or Nothing byłaby Pillars Four-way matchem pomiędzy MJF-em, Guevarą, Perrym i Allinem. Na odcinku z 3 maja, Perry i Allin wygrali.

### Blackpool Combat Club vs. The Elite
W październiku 2022 roku, "Hangman" Adam Page rozpoczął feud z Jonem Moxleyem z Blackpool Combat Club (BCC). Skończyło się to Texas Death matchem na Revolution, który Page wygrał. Page myślał, że skończył z Moxleyem, dopóki Moxley i Claudio Castagnoli nie zaatakowali przyjaciół Page’a, Johna Silvera i Alexa Reynoldsa z The Dark Order, co skłoniło Page’a do przyjścia im z pomocą, a BCC przeszło heel turn. BCC (Moxley, Castagnoli, Bryan Danielson i Wheeler Yuta) następnie pokonali Page’a i The Dark Order (Evila Uno i Stu Graysona). Przez cały ten odcinek, drużyny walczyły za kulisami, aż Page został sam, dopóki jego dawni przyjaciele, którzy stali się wrogami, The Elite (Kenny Omega, Matt Jackson i Nick Jackson), nie zaangażowali się. Podczas gdy The Young Bucks (Matt i Nick) chcieli naprawić sytuację z Pagem, Omega nadal się wahał, aż do odcinka Dynamite z 17 maja, kiedy Page oficjalnie ponownie dołączył do The Elite za zgodą Omegi. Następnie Elite wyzwali BCC (Moxley, Castagnoli, Danielson, Yuta) na Anarchy in the Arena match na Double or Nothing, który został zaakceptowany.

### Blackjack Battle Royal
17 maja w odcinku Dynamite, Orange Cassidy powiedział, że każdy, kto chce rzucić mu wyzwanie o AEW International Championship, może porozmawiać z prezesem AEW, Tonym Khanem, aby spróbować dostać walkę, gdy on obroniłby tytuł przed każdym. Później ujawniono, że kilku wrestlerów próbowało rozmawiać z Khanem i zdecydowano, że Cassidy będzie bronił International Championship w 21-osobowym Blackjack Battle Royalu na Double or Nothing.

### Jade Cargill vs. Taya Valkyrie
15 marca w odcinku Dynamite, Taya Valkyrie zadebiutowała w AEW i zaczęła ścigać Jade Cargill i jej AEW TBS Championship. Obaj walczyły o tytuł na odcinku z 26 kwietnia, w którym Valkyrii zabroniono używania jej finishera; Cargill wygrała walkę. Sfrustrowana Valkyrie położyła ręce na sędzinią Aubrey Edwards, a następnie została zawieszona. 19 maja na odcinku Rampage, Cargill zorganizowała otwartą walkę o tytuł. Po pokonaniu obie pretendentki jedna po drugiej, Valkyrie powróciła po zawieszeniu i zaatakowała Cargill. Następnie rzuciła wyzwanie Cargill o TBS Championship na gali Double or Nothing, która została oficjalnie ogłoszona.

### Jamie Hayter vs. Toni Storm
Na gali Full Gear w listopadzie 2022 roku, Jamie Hayter pokonała Toni Storm i został tymczasową AEW Women’s World Championką; następnie została oficjalną mistrzynią po tym, jak Thunder Rosa zrezygnowała z głównego mistrzostwa z powodu kontuzji. W nadchodzących tygodniach, Storm przeszła heel turn i sprzymierzyła się z Sarayą i Ruby Soho, nazywając siebie the Outcasts, ponieważ nie były oryginałami AEW. Po kilku kolejnych tygodniach waśni, 17 maja w odcinku Dynamite, Storm wyzwała Hayter na pojedynek o mistrzostwo świata kobiet AEW na gali Double or Nothing, który został zaakceptowany. W tym samym odcinku poinformowano, że Hayter była kontuzjowana, ale Tony Khan powiedział, że pomimo braku dopuszczenia medycznego, Hayter nadal chciała zawalczyć, aby walka przebiegła zgodnie z planem.

### Wardlow vs. Christian Cage
Po zdobyciu trzeciego AEW TNT Championship 19 kwietnia w odcinku Dynamite, Wardlow została skonfrontowana z Christian Cage’em i Luchasaurusem. Cage następnie jasno wyjaśnił swoje intencje, że chce mistrzostwo TNT. Po tygodniach waśni, 17 maja w odcinku Dynamite, Wardlow wyzwał Cage’a na pojedynek na gali Double or Nothing. Cage i Luchasaurus zaatakowali Wardlowa, umieszczając go przez drabinę, a Cage się zgodził, a walkę zaplanowano jako Ladder match.

### Adam Cole vs. Chris Jericho
Po długiej nieobecności spowodowanej kontuzją, Adam Cole powrócił na początku 2023 roku, a jego pierwszą walkę zaplanowano na 29 marca odcinek Dynamite. Tydzień wcześniej wygłosił promo, pytając, kto będzie jego pierwszym przeciwnikiem, ale przerwał mu Daniel Garcia z Jericho Appreciation Society (JAS), który doprowadził do Cole’a rzucającego wyzwanie Garcii, by był jego pierwszym przeciwnikiem od czasu jego powrotu. W następnym tygodniu, Cole pokonał Garcię, świętując ze swoją partnerką Dr. Britt Baker, DMD po walce. Uroczystość została przerwana przez lidera JAS Chrisa Jericho, który wszedł na ring i pomógł koledze ze stajni Garcii przejść na tyły Na odcinku z 12 kwietnia, Cole przerwał świętowanie Jericho z Garcią po tym, jak pokonał Keitha Lee, pomagając swojemu byłemu rywalowi Lee z tyłu. W następnym tygodniu, Cole i Jericho spotkali się w ringu, próbując porozmawiać o swoich problemach, jednak doprowadziło to do bójki i brutalnego ataku na Cole’a i Baker. Przewaga liczebna Cole’a w walce z JAS ostatecznie doprowadziła do debiutu AEW Rodericka Stronga, byłego kolegi z drużyny Cole’a w NXT. Po dalszych waśniach, Unsanctioned match pomiędzy Cole’em a Jericho zaplanowano na Double or Nothing, z absolwentem Extreme Championship Wrestling Sabu nazwanym specjalnym enforcerem.

## Wyniki walk
| Nr                                                                   | Wyniki | Stypulacje | Czas  |
| -------------------------------------------------------------------- | --- | --- | ----- |
| 1P                                                                   | The Hardys (Jeff Hardy i Matt Hardy) i Hook pokonali Ethana Page’a i The Gunns (Austina Gunna i Coltena Gunna) poprzez submission                                                                    | Six-man tag team match Jeśli The Hardys i Hook wygrają, Matt Hardy będzie właścicielem kontraktu Ethana Page’a. | 15:10 |
| 2                                                                    | Orange Cassidy (c) wygrał eliminując jako ostatniego Swerve’a Stricklanda | 21-osobowy Blackjack Battle Royal o AEW International Championship                                              | 22:25 |
| 3                                                                    | Adam Cole (z Roderickiem Strongiem) pokonał Chrisa Jericho (z Angelo Parkerem, Mattem Menardem, Danielem Garcią i Jake Hagerem) poprzez zatrzymanie walki przez sędziego                             | Unsanctioned match Sabu był specjalnym enforcerem.                                                              | 17:00 |
| 4                                                                    | FTR (Dax Harwood i Cash Wheeler) (c) pokonali Jeffa Jarretta i Jaya Lethala (z Karen Jarrett, Sonjayem Duttem i Satnamem Singhem) poprzez pinfall                                                    | Tag team match o AEW World Tag Team Championship Mark Briscoe był sędzią specjalnym.                            | 20:00 |
| 5                                                                    | Wardlow (c) pokonał Christiana Cage’a poprzez pinfall | Ladder match o AEW TNT Championship                                                                             | 17:10 |
| 6                                                                    | Toni Storm (z Sarayą i Ruby Soho) pokonała Jamie Hayter (c) | Singles match o AEW Women’s World Championship                                                                  | 3:05  |
| 7                                                                    | The House of Black (Malakai Black, Brody King i Buddy Matthews) (c) (z Julią Hart) pokonali The Acclaimed (Anthony’ego Bowensa i Maxa Castera) i Billy’ego Gunna poprzez pinfall                     | "House Rules" Trios match o AEW World Trios Championship Gunn i Acclaimed nie określili swojej stypulacji.      | 15:30 |
| 8                                                                    | Jade Cargill (c) (z "Smart" Markiem Sterlingiem i Leilą Grey) pokonała Tayę Valkyrie poprzez pinfall                                                                                                 | Singles match o AEW TBS Championship                                                                            | 8:50  |
| 9                                                                    | Kris Statlander pokonała Jade Cargill (c) (z "Smart" Markiem Sterlingiem i Leilą Grey) poprzez pinfall                                                                                               | Singles match o AEW TBS Championship                                                                            | 0:48  |
| 10                                                                   | MJF (c) pokonał Sammy’ego Guevarę, "Jungle Boy" Jacka Perry’ego i Darby’ego Allina poprzez pinfall                                                                                                   | Four-way match o AEW World Championship                                                                         | 27:50 |
| 11                                                                   | Blackpool Combat Club (Bryan Danielson, Jon Moxley, Claudio Castagnoli i Wheeler Yuta) pokonali The Elite (Kenny’ego Omegę, Matta Jacksona, Nicka Jacksona i "Hangman" Adama Page’a) poprzez pinfall | Anarchy in the Arena match                                                                                      | 27:00 |
| (c) – mistrz/mistrzyni przed walkąP – walka miała miejsce w pre-show | | |       |

1. ↑  Kolejność eliminacji: Tony Nese, Ari Daivari, Komander, Kip Sabian, Chuck Taylor, The Blade, The Butcher, Bandido, Lee Moriarty, Trent Beretta, Keith Lee, Rey Fénix, Juice Robinson, Jay White, Ricky Starks, Brian Cage, Dustin Rhodes, Penta El Zero Miedo i Big Bill.

### Turniej Czterech Filarów
|  |                                       |                                       |                                       |             |    |                              |                              |                              |
|  | Pierwsza runda Dynamite (19 kwietnia) | Pierwsza runda Dynamite (19 kwietnia) | Pierwsza runda Dynamite (19 kwietnia) |             |    | Finał Dynamite (26 kwietnia) | Finał Dynamite (26 kwietnia) | Finał Dynamite (26 kwietnia) |
|  | Pierwsza runda Dynamite (19 kwietnia) | Pierwsza runda Dynamite (19 kwietnia) | Pierwsza runda Dynamite (19 kwietnia) |             |    | Finał Dynamite (26 kwietnia) | Finał Dynamite (26 kwietnia) | Finał Dynamite (26 kwietnia) |
|  |                                       |                                       |                                       |             |    |                              |                              |                              |
|  |                                       |                                       |                                       |             |    |                              |                              |                              |
|  | Sammy Guevara                         | Sammy Guevara                         | 12:00                                 |             |    |                              |                              |                              |
|  | Sammy Guevara                         | Sammy Guevara                         | 12:00                                 |             |    |                              |                              |                              |
|  | "Jungle Boy" Jack Perry               | "Jungle Boy" Jack Perry               | Countout                              |             |    |                              |                              |                              |
|  | "Jungle Boy" Jack Perry               | "Jungle Boy" Jack Perry               | Countout                              |             |    | Sammy Guevara                | Sammy Guevara                | 13:00                        |
|  |                                       |                                       |                                       |             |    | Sammy Guevara                | Sammy Guevara                | 13:00                        |
|  |                                       |                                       | Darby Allin                           | Darby Allin | DQ |                              |                              |                              |
|  | Darby Allin                           |                                       | Darby Allin                           | Darby Allin | DQ |                              |                              |                              |
|  |                                       |                                       |                                       |             |    |                              |                              |                              |
|  | BYE                                   |                                       |                                       |             |    |                              |                              |                              |
|  |                                       |                                       |                                       |             |    |                              |                              |                              |
|  |                                       |                                       |                                       |             |    |                              |                              |                              |

- Uwaga – ze względu na wygraną w Turniej Czterech Filarów, Guevara miał zmierzyć się z MJF-em o AEW World Championship na gali Double or Nothing, jednak walka o mistrzostwo została później przekształcona w Four-way match z udziałem Allina i Perry’ego.